# Parnassius actius
Espèce
Parnassius actius ou Apollon rouge rare est une espèce de lépidoptères appartenant à la famille des Papilionidae et à la sous-famille des Parnassiinae.

## Dénomination
Parnassius actius a été décrit par Eversmann en 1843.

### Sous-espèces
- Parnassius actius actius

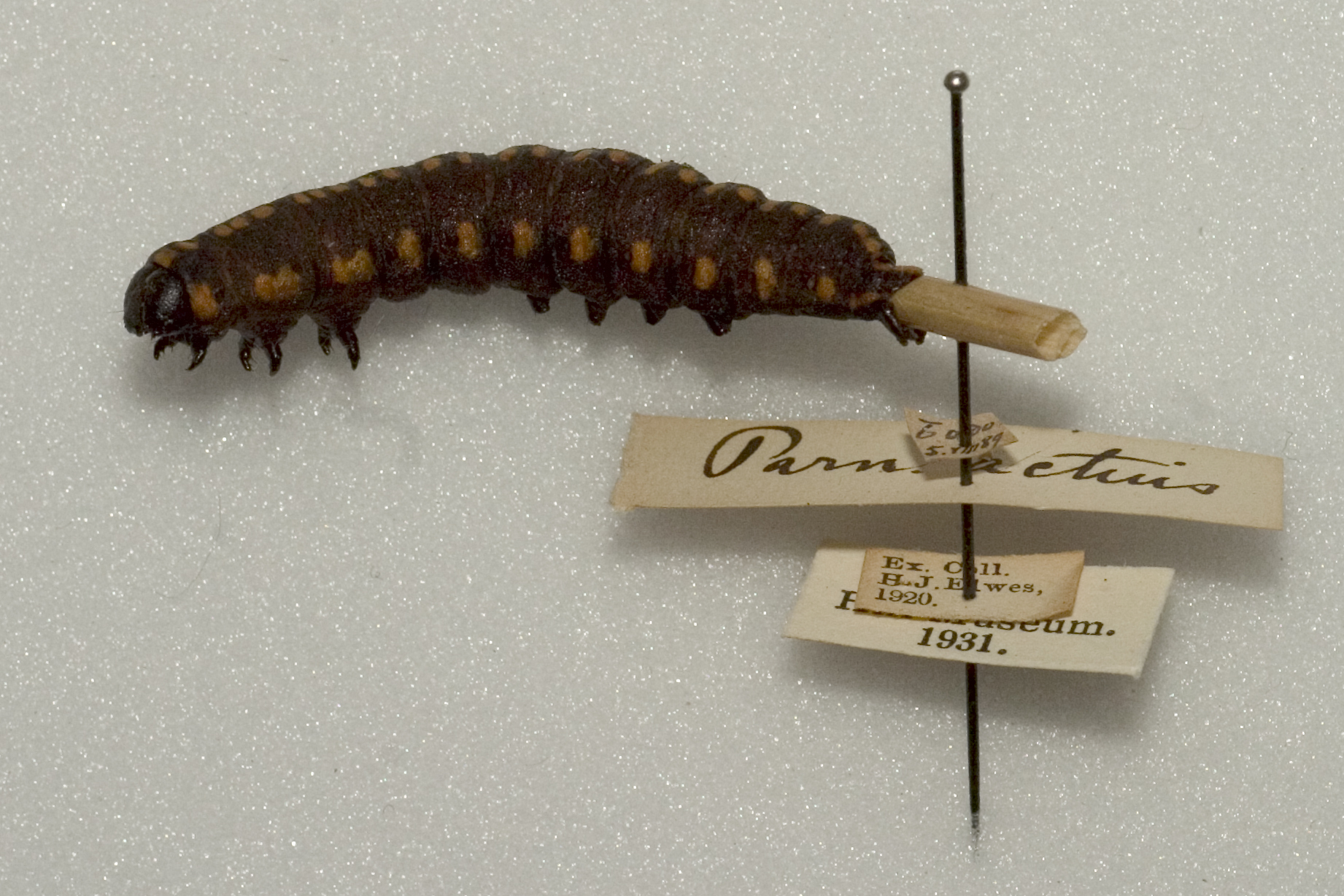
Chenille de Parnassius actius.

- Parnassius actius ambrosius Stichel, 1907
- Parnassius actius brutus O. Bang-Haas, 1915
- Parnassius actius dubitabilis Verity, 1911
- Parnassius actius flora O. Bang-Haas, 1915
- Parnassius actius minutus Verity, 1911[1].

## Description
Parnassius actius est un papillon au corps poilu, d'une envergure d'environ 50 mm, aux ailes blanc beige marquées de gris beige au bord costal des ailes antérieures et au bord interne des ailes postérieures avec des ocelles cernées de noir aux ailes postérieures.

### Chenille
La chenille est marron foncé ornée d'une ligne de points orange sur chaque flanc.

## Biologie

### Plantes hôtes
Les plantes hôtes sont des Rhodiola.

## Écologie et distribution
Parnassius actius est présent au Tadjikistan, au Kirghizstan, en Ouzbékistan, au Kazakhstan, au Turkménistan, dans le nord-est de l'Afghanistan, dans le nord du Pakistan et de l'Inde et le nord-ouest de la Chine,.

### Biotope
Parnassius actius réside en haute montagne, le plus souvent entre 3 000 m et 4 500 m, mais il a parfois été trouvé plus bas entre 2 700 m et 2 800 m.

### Philatélie
Un timbre a été émis en 2006 en Ouzbékistan.